# NGC 7687
NGC 7687 est une galaxie lenticulaire située dans la constellation des Poissons. NGC 7687 a été découverte par l'astronome prussien Heinrich Louis d'Arrest en 1862. Peu d'études ont été réalisées sur cette galaxie, Google Scholar ne montre aucun article publié sur NGC 7687.

## Caractéristiques
Sa vitesse par rapport au fond diffus cosmologique est de 4 275 ± 36 km/s, ce qui correspond à une distance de Hubble de 63,1 ± 4,5 Mpc (∼206 millions d'al).